# Пугач непальський
Пугач непальський (Bubo nipalensis) — вид птахів з роду пугач (Bubo), родини совових. Країни поширення: південно-східні країни Азії.
Час розмноження — від грудня до березня.